# Codes et chiffres japonais
Les codes et chiffres mis en œuvre pendant l'entre-deux guerres et la Seconde Guerre mondiale par les forces armées japonaises ont été attaqués principalement par les services britanniques et américains (GC&CS (Government Code and Cypher School), OP-20-G, SIS).
Codé à la main, le trafic japonais est ensuite chiffré, soit à la main, soit au moyen d'une machine. 
Les décrypteurs alliés sont confrontés à trois obstacles : le chiffrement, le codage, la langue.

## Langue
Au Royaume-Uni, le GC&CS lance, à Bedford, le 2 février 1942, un stage de six mois dont le succès est éclatant. Strictement sélectionnés, les candidats n'apprennent que le japonais des télégrammes militaires. Dès juillet 1942, il est décidé de poursuivre cette méthode, tandis que la SOAS (École des études orientales et africaines) organise des formations plus académiques de six mois à un an ou plus. La plupart des stagiaires de Bedford vont, soit à BP soit en Australie ou aux Indes. Il y a deux fois plus d'affectations dans l'armée de terre que dans la marine ; un ou deux stagiaires de chaque session de formation vont dans la RAF ou le Foreign Office. Les lauréats de la SOAS font un stage radio avant d'être affectés à Delhi, au WEC (Wireless Experimental Centre), au CSDIC (Combined Services Detailed Interrogation Centre), aux unités de Birmanie…
Aux États-Unis, les stages de japonais existent depuis 1925. Les unités de renseignement reçoivent vite des linguistes formés. Nisei ou anglo-saxons, les enseignants potentiels sont nombreux. L'US Army forme ses gens à Fort Snelling et à l'université du Michigan, l'US Navy à Boulder (Colorado). Le but est de former des étudiants qui lisent et écrivent 2 000 caractères japonais, avec un vocabulaire parlé de 8 000 mots, capables de lire le journal, d'écouter la radio et de traduire des documents.

## Codage
Les textes japonais, quelle que soit leur écriture, sont convertis en séries de groupes de quatre ou cinq chiffres, au moyen de livres de codes militaires. Les idéogrammes "kanji" utiles aux transmissions militaires sont listés dans des dictionnaires. Dans un code de l'aviation de l'armée de terre, « Unité spéciale radio de l'air » devient « 0700 », « unité spéciale de renseignements de l'air » devient « 4698 », etc.
Les termes manquants sont trouvés dans le CTC (Code Télégraphique Chinois) qui contient dix mille caractères convertis en groupes-codes de quatre chiffres. Cette brochure qui sert au trafic commercial non protégé est connue des décrypteurs. Dans les textes de groupes-codes militaires, les passages en CTC sont précédés et suivis d'un groupe-code qui signifie : "Ouvrez CTC", "Fermez CTC".

## Chiffrement
Les groupes-codes sont surchiffrés au moyen de livres additifs. Le chiffreur prend son livre de surchiffrement, l'ouvre au hasard et sélectionne au hasard un point de départ dans la page trouvée par hasard. Si c'est la page 16, colonne 3, rangée 7, il écrit (1637) au début de la nouvelle rangée de groupes chiffrés alignés sous les groupes-codes : 9814 5205 7348 3682 4987, etc.
Chaque groupe additif est additionné au groupe-code correspondant, sans effectuer les retenues. Le résultat constitue le texte codé et chiffré.

## Quelques codes et chiffres
La plupart des textes sont codés et chiffrés à la main. Les documents de codage et de chiffrement sont distribués aux différents réseaux. Ces documents évoluent. Ils sont remplacés. La difficulté est de faire en sorte que les moindres garnisons disposent simultanément des bons documents, aux quatre coins de l'Empire japonais. Le risque de capture est évident. Basés sur des substitutions et des manipulations de chiffres, la plupart des codes sont désignés tantôt du nom de code choisi par les Alliés, tantôt de leur nom japonais. En voici quelques exemples mais il y en a bien d'autres, une cinquantaine au total, dont plusieurs n'ont pas de nom du tout.

### Corps diplomatique
- JMA (Japanese Military Attaché) : code cassé par Tiltman à Bletchley Park dès l'été 1942.
- CORAL (nom US) : machine à chiffre des attachés navals, cassée par les Américains en avril 1942.
- C 97 ou PURPLE (nom US) : machine à chiffrer le trafic diplomatique de haut vol.

### Marine
- JN 14 : code naval à quatre chiffres qui rend compte des mouvements de caboteurs mais aussi de grandes unités de la flotte.
- JN 147 : code naval à cinq chiffres, surchiffré, qui remplace JN 14 en 1944.
- JN 23 : code des chantiers de la marine de guerre (construction, lancements, retards, mise en service, premiers ports de destination).
- JN 25 : code opérationnel de la marine.
- JN 36 et 37 : chiffres météo, cassés à Bletchley dès 1942, plus tard par les Américains.
- JN 40 : code de la marine marchande, en groupes de quatre syllabes kana (position, numéro de coque, nom du navire, cargaison, route des convois, mais aussi attaques de sous-marins et d'aéronefs alliés).

Une même unité dispose de plusieurs moyens. Le sous-marin éperonné en janvier 1943 par une corvette néo-zélandaise utilisait deux codes navals, deux codes kana et un sous-code inconnu.

### Armée de terre
Quelques-uns seulement des vingt codes ou plus de l'armée de terre japonaise ont été cassés.
- KA KA KA (nom japonais) : armée de terre en Nouvelle-Guinée : code à trois chiffres, encryptés au moyen d'une clef numérique fréquemment changée et tout aussi fréquemment cassée.
- Code administratif de l'armée de terre : brisé en 1943 ; un exemplaire est capturé début 1944 ; les Alliés ont alors accès à toutes sortes de renseignements sur les mille aspects des activités de l'armée de terre ennemie.
- BULBUL (nom anglais) : aviation de l'armée de terre : code à trois chiffres surchiffré, lu jusqu'en décembre 1944, il est remplacé par un code à quatre chiffre impossible à briser.
- 6633 (nom japonais) : code à quatre chiffres, surchiffré, de l'aviation de l'armée de terre, niveau escadron et au-dessus (mouvements des unités, attaques aériennes alliées, matériels et personnel effectifs, réserves de carburant et de munitions, demandes de renforts…). Fin 1943, ou mi-1942, ce code est presque complètement brisé par le GC&CS. Un exemplaire capturé aux iles Salomons confirme la fiabilité de la reconstitution mais des modifications introduites par les Japonais font qu'il est impossible aux Anglais de lire couramment ce code.

## Mise en œuvre du Code 6633
Le chef de corps d'un régiment de l'air de la base aérienne de Meiktila (Birmanie) envoie un compte-rendu à la 5e division aérienne de Rangoon. Le message calligraphié en caractères "kanji" est apporté au chiffreur des transmissions.
Il s'agit d'un message assez important de bon niveau hiérarchique. Le chiffreur ouvre son livre de code 6633. Chaque idéogramme est remplacé par un groupe-code de quatre chiffres : 2671 8453 6967 0813, etc.
Normalement, afin d'obtenir le texte chiffré, le chiffreur devrait simplement additionner chaque groupe de chiffres à chaque groupe-code, sans faire les retenues.
La procédure 6633 est différente. Elle se sert d'une table de substitutions de 100 chiffres aléatoires. L'indicateur (1637) n'est pas chiffré.
Le chiffreur passe son texte chiffré aux transmetteurs. L'adresse de l'unité est en dehors du texte et est déguisée au moyen d'un livre d'adresses. L'origine, Meiktila, et la destination, Rangoon, sont parfois déguisés aussi. Préfacé par le numéro de référence du bureau transmissions, le nombre de groupes du message, la date et l'heure de fabrication, le message est prêt à être transmis.
L'opérateur radio Meiktila contacte son homologue de Rangoon, vérifie la clarté et la force des liaisons. Le message est transmis au moyen du code international morse. Les chiffres 0 1 2 3 4 5 6 7 8 9 sont remplacés par des lettres, O N Z S M A T R W V.
L'opérateur radio Rangoon entend des lettres mais il note les chiffres correspondants. Il passe le message au chiffreur qui suit la procédure inverse. L'indicateur (1637) montre où commencent les groupes chiffrés.
Le message est également reçu par une station d'interception alliée. Après avoir noté la l'angle d'arrivée, la fréquence, l'indicatif, la date et l'heure de l'interception, la force, la lisibilité, etc., l'opérateur transmet à l'unité de casseurs de codes…

## Écoutes et "intox" japonaises
Dès avant 1920, les Japonais font de la radio-interception. Dans les années trente, ils échangent des trucs de métier avec l'Italie et l'Allemagne. Il existe trois services de renseignements transmissions : le « département central de renseignement spécial de l'armée de terre », la « section de service spécial de la marine » et la « section de recherche cryptographique des affaires étrangères ». À Tokyo, les trois services collaborent au cas par cas. Le département central de l'armée écoute les trafics diplomatiques étrangers de la région de Canton. En Birmanie, l'armée de terre reçoit du renseignement basé sur les analyses de trafic de la marine. Une unité de renseignements transmissions de la marine est basée à Rangoon où l'on trouve aussi une unité spéciale de transmissions de l'aviation de l'armée de terre. Les transmissions de l'Armée rouge sont suivies par une unité spéciale d'aviation.
Dans les années trente, les trafics de l'armée et de l'aviation chinoises sont lus, comme le seront ceux de l'USAAF ainsi que les transmissions de la 36e division britannique, les échanges entre Louis Mountbatten et Chungking, le code "V Force" des patrouilles alliées de Birmanie occupée et le code météo indien. Les Japonais ont une copie du code de la marine marchande alliée, capturé par un corsaire allemand. Enfin, ils savent créer de faux trafics radio afin de camoufler leurs mouvements de troupes.

## Liens
- Bletchley Park
- OP-20-G
- US Army Signals Intelligence Service
- Wireless Experimental Centre